# Reg Presley

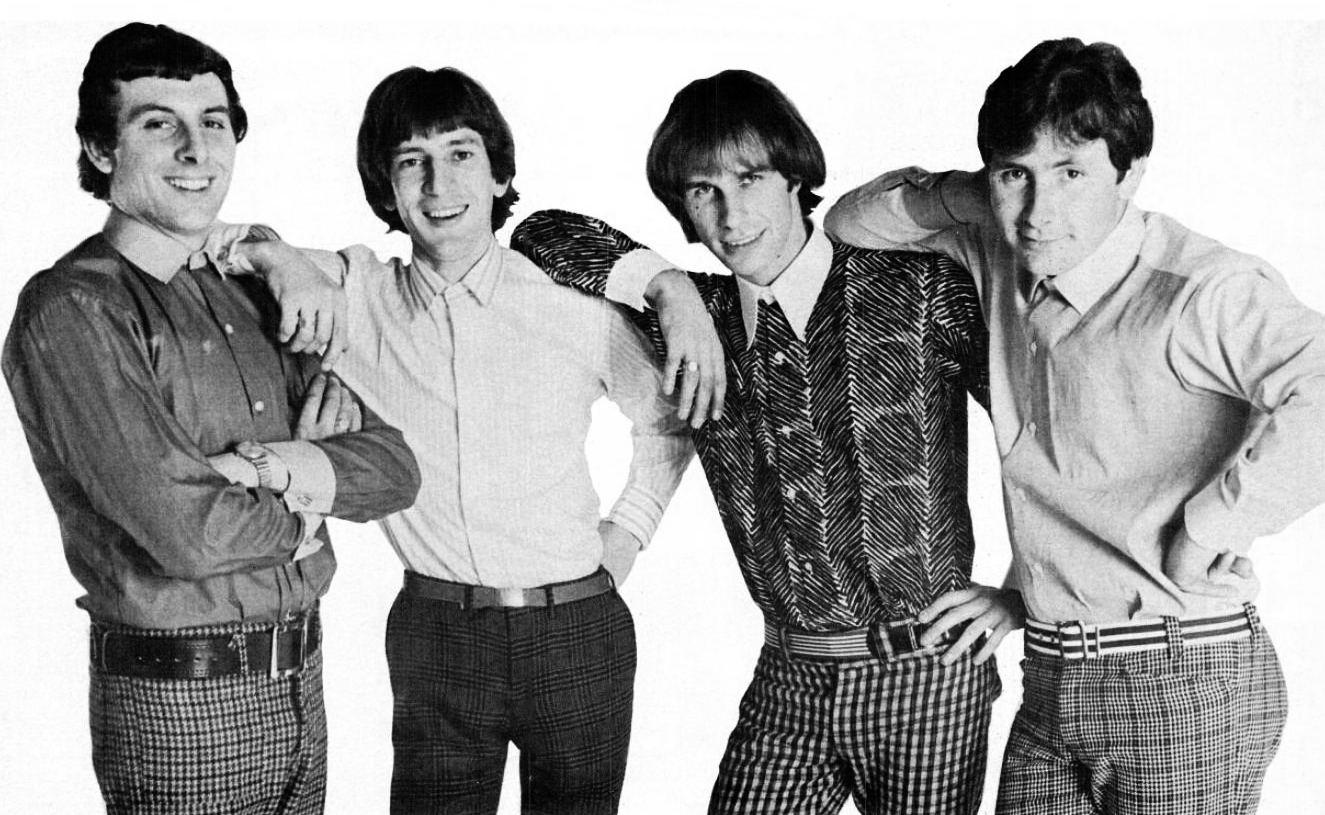
The Troggs (1966) mit Reg Presley (r.)

Reg Presley (* 12. Juni 1941 in Andover, England; † 4. Februar 2013 ebenda; eigentlicher Name Reginald Maurice Ball) war ein britischer Sänger und Songwriter der in den 1960er Jahren erfolgreichen Band The Troggs.

## Leben
Reg Presley gründete mit drei weiteren Jugendlichen aus seinem Heimatort Andover die Emeralds als Schülerband. Zwei Mitglieder stiegen aus und Presley und Ronald Bullis machten ab 1964 mit zwei neuen Musikern erst als Troglodytes und dann als Troggs weiter. Damals verwendete er noch seinen richtigen Namen Reg Ball. Neben der Musik arbeitete er als Maurer, bis die Band 1966 mit Wild Thing ihren Durchbruch hatte. Danach bekam er auch den Künstlernamen Reg Presley. Er war nicht nur Sänger der Troggs, sondern schrieb auch einige ihrer größten Hits wie With a Girl Like You und I Can’t Control Myself. Auch Love Is All Around, das Ende 1967 der letzte große Hit der Band war, stammt aus seiner Feder. Das Lied wurde im Jahr 1994 von der britischen Band Wet Wet Wet für den Film Vier Hochzeiten und ein Todesfall gecovert und ist mit 15 Wochen auf Platz 1 das dritterfolgreichste Lied der britischen Chartgeschichte. Außerdem spielte er im größten Hit der Band Wild Thing das prägnante Okarina-Solo.
Als der Erfolg im Jahr darauf nachließ, versuchten sich sowohl Reg Presley als auch Ronnie Bond (ehemals Bullis) als Solosänger, jedoch ohne Erfolg. Ende der 1980er Jahre gehörte er der Supergroup The Corporation an, die aus fünf Stars der Beatmusikära bestand (außer ihm noch Brian Poole, Mike Pender, Tony Crane und Clem Curtis), die aber nur kurz Bestand hatte. Die Troggs wurden zwar immer wieder neu belebt, aber sie traten nur noch gelegentlich auf und wechselten des Öfteren die Besetzung, nur Presley war durchgängig dabei. Bis Anfang der 1990er Jahre erschienen auch gelegentlich neue Alben, unter anderem 1992 eine Zusammenarbeit der Troggs mit Mitgliedern der US-Band R.E.M. mit dem Titel Athens Andover, benannt nach den Herkunftsorten der beiden Bands.
Durch den Erfolg von Love Is All Around 1994 als Single und Filmmusik verdiente Reg Presley an den Tantiemen mit und investierte das Geld in die Erforschung des Phänomens der Kornkreise und weiterer übernatürlicher Phänomene. Insbesondere interessierte er sich für UFO-Entführungen und Kontakten zu Außerirdischen. 2002 veröffentlichte er ein Buch darüber mit dem Titel Wild Things They Don't Tell Us.
Reg Presley war mit den Troggs bis 2012 unterwegs. Im Januar dieses Jahres verkündete er seinen Rückzug, als er während eines Auftritts in Deutschland erkrankte und anschließend Lungenkrebs diagnostiziert wurde. Er war die meiste Zeit seines Lebens Kettenraucher gewesen. Presley starb an den Folgen am 4. Februar 2013 in seiner Heimatstadt Andover.

## Diskografie
Songwriter
- With a Girl Like You (1966)
- I Can’t Control Myself (1966)
- Give It to Me  (1967)
- Night of the Long Grass (1967)
- Love Is All Around (1967)
- Little Girl (1968)

Singles
- Lucinda Lee (1969)
- Wichita Lineman (1969)
- Let’s Pull Together / Young and Beautiful (1970)
- ’S down to You Marianne (1973)
- Wild Thing (Suzi Quatro & Reg Presley, 1986)

## Werke
- Wild Things They Don’t Tell Us, Metro Books, London 2002, ISBN 978-1843580430